# Schlacht von Vercellae
Noreia – Agen – Arausio – Aquae Sextiae – Vercellae

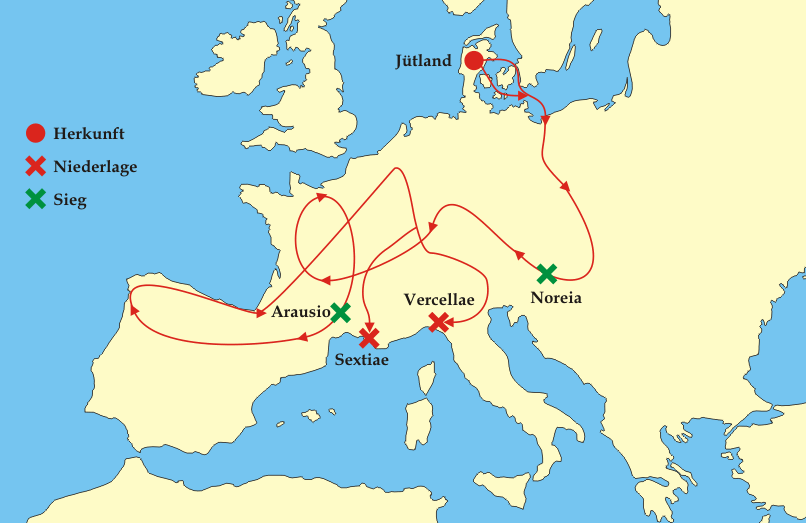
Die Wanderung der Kimbern und Teutonen

Die Schlacht von Vercellae, auch bekannt als die Schlacht auf den Raudischen Feldern, war die letzte Entscheidungsschlacht im Krieg zwischen dem Wandervolk der Kimbern und den Römern. Die Schlacht fand am 30. Juli 101 v. Chr. statt und endete mit der völligen Niederlage der Kimbern, die damit als geschlossener Stammesverband aufhörten zu existieren.

## Vorgeschichte
Nachdem die Kimbern, Teutonen und Ambronen, vermutlich wegen Sturmfluten und Klimaverschlechterung in ihrer Heimat an der Nordsee, auf der Suche nach neuem Siedlungsraum Europa durchstreift hatten, drangen die Kimbern, die sich von den anderen Stämmen getrennt hatten, schließlich in Norditalien ein. Sie hatten zuvor die Römer in mehreren Schlachten erfolgreich geschlagen, unter anderem in der Schlacht von Noreia 113 v. Chr. und der Schlacht bei Arausio 105 v. Chr.
Der römische Feldherr Quintus Lutatius Catulus hatte die Aufgabe, die Alpenpässe zu beschützen. Als die Kimbern dennoch über die Alpen strömten, gab er die Pässe auf und zog sich, um seine Armee nicht allzu sehr zu verteilen, hinter die Etsch zurück und verschanzte sich dort. Die Kimbern griffen die letzten Verteidiger jenseits der Etsch an. Voller Bewunderung über deren Tapferkeit gewährten sie den Verteidigern freien Abzug, verwüsteten aber anschließend die umliegenden Gebiete.
Zur selben Zeit zog Gaius Marius, der ein Jahr zuvor die Teutonen in der Schlacht von Aquae Sextiae vernichtend geschlagen hatte, mit seinem reformierten Heer (die Soldaten mussten ihr ganzes Gepäck selber tragen und wurden deshalb muli Mariani – „Maultiere des Marius“ – genannt) nach Norditalien, um sich mit den Truppen des Catulus zu vereinen. Der Anführer der Kimbern, Boiorix, machte Marius ein Friedensangebot: Die Kimbern würden auf einen Kampf verzichten, wenn sie das Land behalten dürften. Marius, der die Stärke seiner Streitkräfte kannte, lehnte den Vertrag ab und führte den Kimbern stattdessen den gefangenen Teutonenkönig Teutobod vor – erst jetzt erfuhren die Kimbern von der Vernichtung des Brudervolkes. Daraufhin forderte Boiorix Marius auf, den Kampfort festzulegen. Dieser entschied sich für die Raudischen Felder bei Vercellae (heute Vercelli).

## Schlachtverlauf

### Aufstellung
Catulus’ Armee belief sich auf 20.300 Mann, Marius hatte 32.000 Mann. Catulus’ Legionen standen in der Mitte, je die Hälfte von Marius’ Streitkräften markierten die Flanken. Marius ordnete angeblich seine Legionen so an, weil das Zentrum erfahrungsgemäß während des Kampfes eine Vertiefung bekam und so weniger aktiv war und er dadurch den Ruhm für den Sieg bekäme.
Dem gegenüber stand das Volk der Kimbern, das etwa 160.000 Männer, Frauen und Kinder zählte, wobei die Kimbern über eine 15.000 Mann starke Reiterei verfügten. Nach Plutarch waren die Kimbern sehr gut ausgerüstet: Sie trugen Panzer aus Eisen, weiße Schilde und Helme, die die Kopfformen wilder Tiere besaßen und große Federbüsche hatten. Als Wurfgeschoss dienten ihnen Speere mit zwei Haken und für das Handgemenge gebrauchten sie ein großes, wuchtiges Schwert.
Marius hatte anscheinend die Mittagszeit als Austragungszeit nicht unabsichtlich gewählt, da den von Norden vorrückenden Kimbern die Sonne ins Gesicht schien, sodass sie die Schilde vor die Augen halten mussten. Kurz vor Schlachtbeginn opferten Marius und Catulus ein Rind und Marius gelobte den Göttern im Falle eines Sieges 100 weitere Rinder.

### Kampfhandlung
Die kimbrischen Reiter griffen die Römer nicht frontal an, sondern schwenkten nach rechts, um die Römer nach und nach zwischen sich und ihr Fußvolk zu bringen, das auf der linken Seite stand. Die römischen Feldherren begriffen zwar die List, konnten ihre Leute aber nicht mehr zurückhalten, die losmarschiert waren, nachdem einer behauptet hatte, die Feinde wollten fliehen. Kurz nach dem Beginn des Angriffs erhob sich von der trockenen Ebene gewaltiger Staub, sodass Marius zuerst mit seinen Truppen die Feinde verfehlte und eine Zeitlang herumirrte, bis sie von hinten auf die Feinde stießen. Währenddessen stieß das Hauptheer, das Fußvolk der Kimbern auf Catulus. Der Staub trug wesentlich zur Steigerung des Mutes seitens der Römer bei. Man sah eben nur die Gegner unmittelbar vor sich, ohne die Überzahl der Germanen zu erkennen.
Die Kimbern, die eher an das kühle Klima des Nordens gewohnt waren, hatten weiter enorm mit der Hitze und Schwüle der südlichen Länder zu kämpfen. Die Römer dagegen waren durch ihre jahrelange Ausbildung so abgehärtet, dass es ihnen keine Probleme machte. Dazu schien den Kimbern die Sonne gerade entgegen, so dass sie ihre Schilde vor das Gesicht halten mussten und ihre Gegner schlecht sahen.
Der größte Teil der Kimber fiel auf dem eigentlichen, nach ihrer Aufforderung von den Römern bestimmtem Schlachtfeld, dem Walplatz. Um das Zerreißen ihrer Schlachtlinie zu verhüten, hatten sich die Kämpfer der ersten Linie durch geschmiedete Ketten, die an den Gürteln befestigt waren, miteinander verbunden, das ein Fliehen verhindern sollte.
Die aus anderen Frontabschnitten fliehenden Kämpfer wurden von den Römern in ihr Lager getrieben, wo ihre Soldaten erschüttert zusahen, wie die kimbrischen Frauen ihre geflohenen Männer, Söhne oder Brüder töteten, ihre Kinder erschlugen und erdrosselten und, um der Sklaverei zu entkommen, sich anschließend selbst umbrachten, indem sie sich an ihren Wagen erhängten oder sich unter die Hufe der Reittiere warfen. Viele der überlebenden kimbrischen Männer banden sich an die Hörner oder Füße der Ochsen, um gehängt bzw. zu Tode geschleift zu werden.

## Nachwirkungen
Obwohl so viele im Kampf umkamen, wurden angeblich dennoch über 60.000 Gefangene gemacht, die in die Sklaverei verkauft wurden. Nach Beendigung der Kampfhandlungen gab es zwischen Marius und Catulus Streitigkeiten, wer den größeren Anteil am Sieg habe. Nachdem auch unter den Soldaten darüber Streit entstand, wählte man die gerade anwesenden Abgeordneten aus Parma zu einer Art von Schiedsrichtern. Catulus’ Leute führten diese herum und zeigten, dass die meisten toten Kimbern mit Speeren, auf deren Schaft der Name „Catulus“ eingeschnitten war, getötet worden waren. Trotzdem bewirkte teils der vorherige Sieg, teils die höhere Würde, dass Marius das ganze Werk zugeschrieben wurde. Er wurde daraufhin vom Volk als „Dritter Begründer Roms“ ausgerufen (nach Romulus und Camillus). Aus der Beute stiftete Marius zwei Tempel, einen für Honos und einen der Virtus. Auch Catulus errichtete einen Tempel, den er aber demonstrativ einer anderen Gottheit weihte: Fortuna – der Göttin des Glücks. Die Nachkommen der Gefangenen sollen sich angeblich 30 Jahre später als Gladiatoren gemeinsam mit teutonischen Leidensgenossen dem rebellierenden Sklavenzug des Spartacus angeschlossen haben, der einer Gladiatorenschule bei Capua entflohen war.

## Künstlerische Verarbeitung

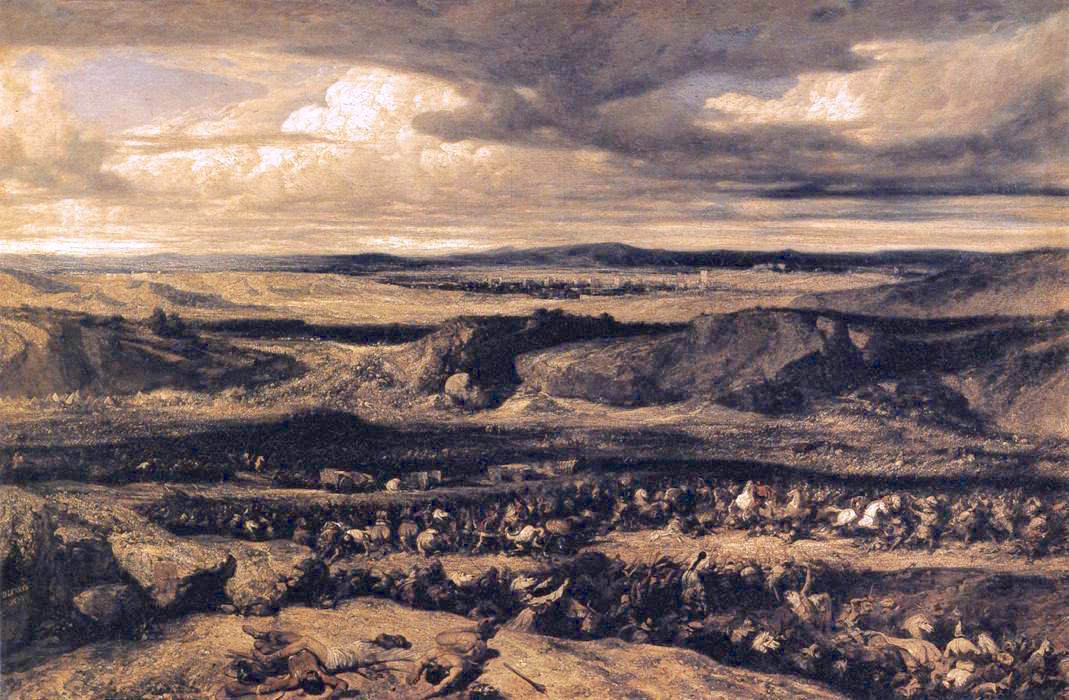
Alexandre-Gabriel Decamps Die Niederlage der Cimbern, (1833), Louvre (Paris)
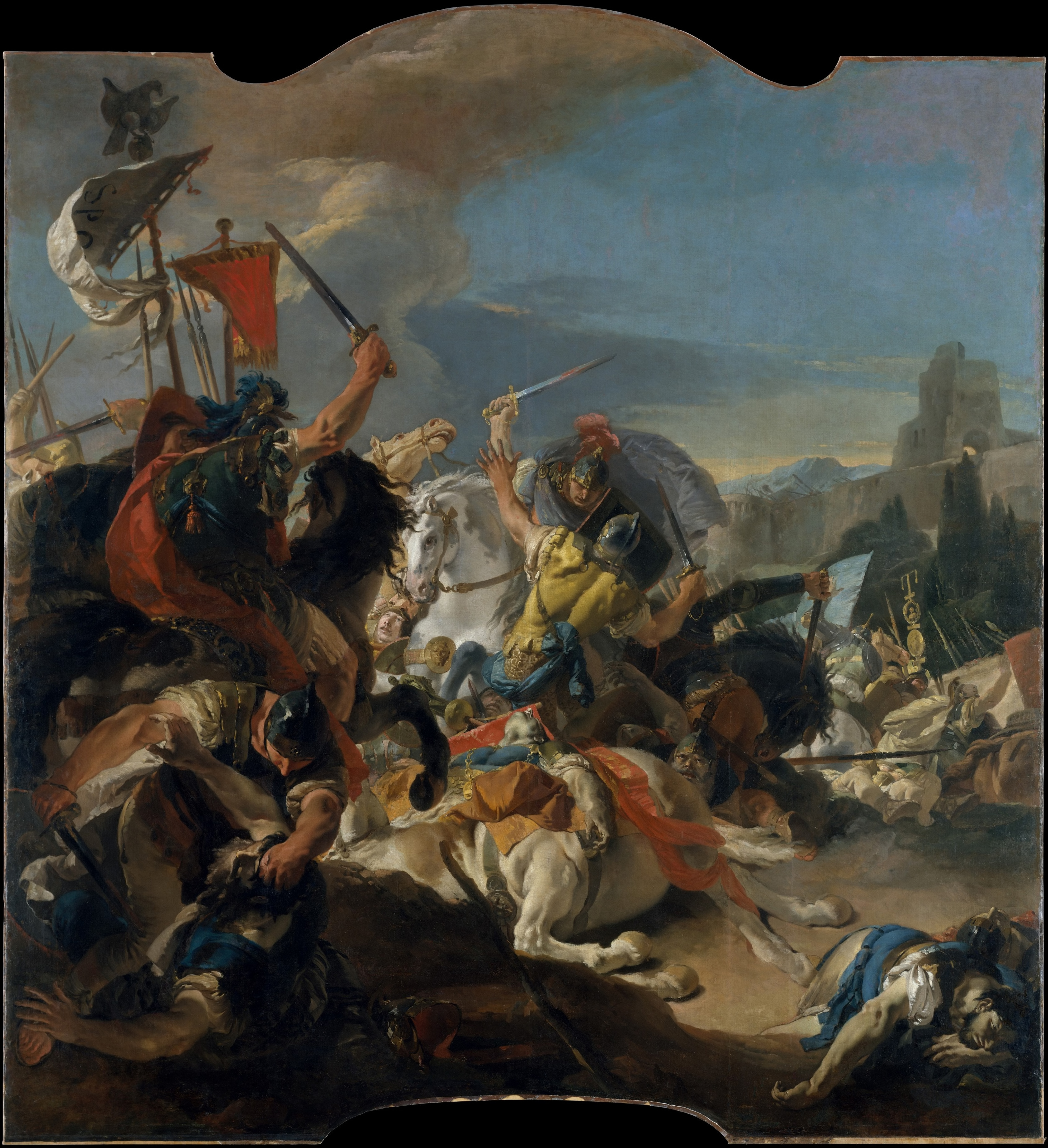
Giovanni Battista Tiepolo Der Kampf von Vercellae, (zwischen 1725 und 1729)
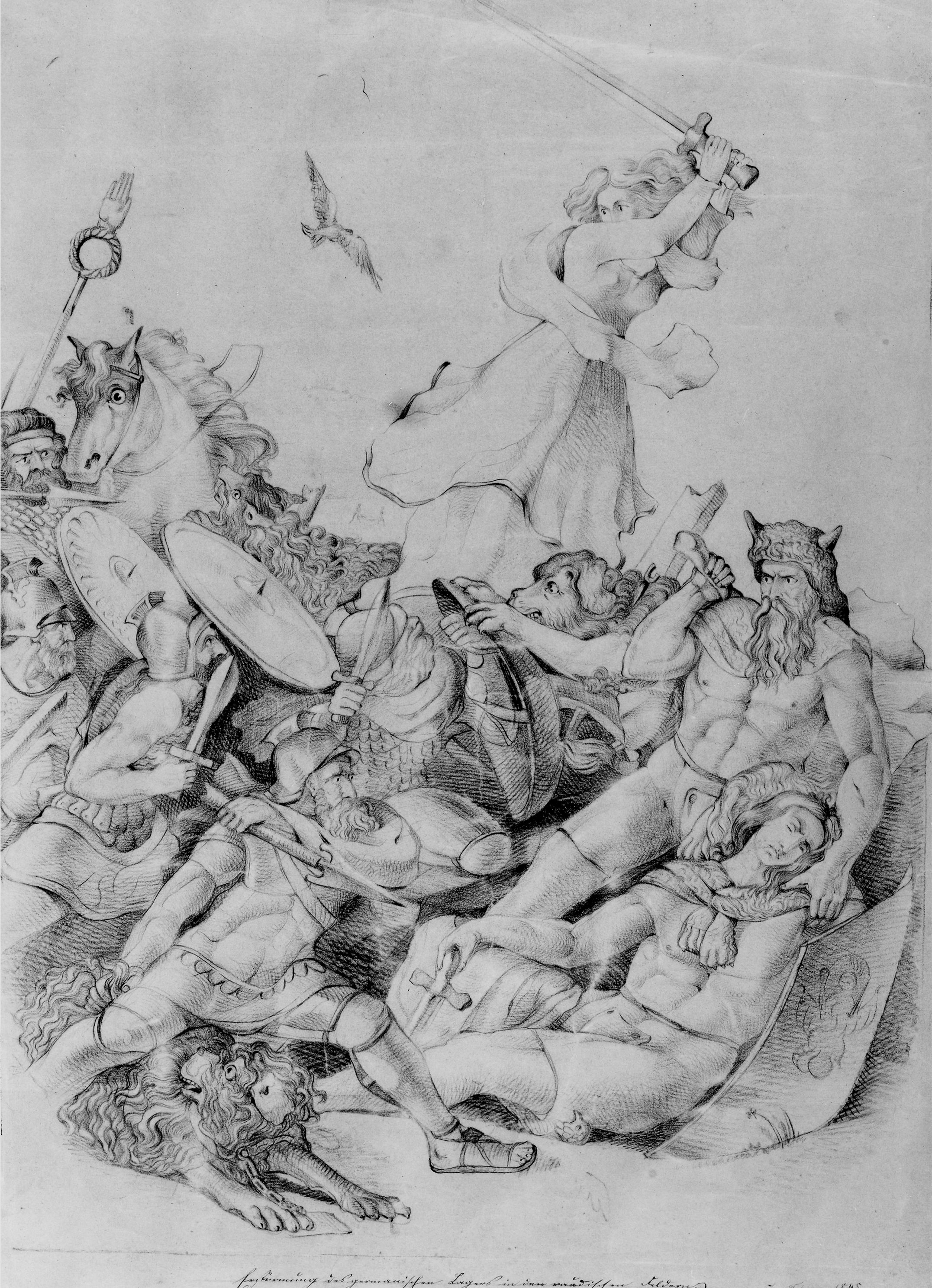
Anselm Feuerbach Erstürmung des Germanischen Lagers auf den Raudischen Feldern, (1845)